# Grånande giftkremla
Grånande giftkremla (Russula grisescens) är en svampart som tillhör divisionen basidiesvampar, och som först beskrevs av Marcel Bon och Gaugué, och fick sitt nu gällande namn av Marti. Grånande giftkremla ingår i släktet kremlor, och familjen kremlor och riskor. Arten är reproducerande i Sverige.